# Thomas Fabian
Thomas Fabian (* 7. Dezember 1955 in Bonn) ist ein deutscher Psychologe und Leipziger Kommunalpolitiker (SPD).

## Leben
Fabian besuchte die Deutschen Schulen in Beirut, Kabul und Porto. Von 1975 bis 1976 leistete er seinen Zivildienst in Bielefeld ab. Von 1977 bis 1978 war er Community Work Assistant in Renfrew bei Glasgow. Im Anschluss studierte er Psychologie an der Universität Bremen. Er schloss 1985 mit dem Diplom ab und promovierte 1992 zum Dr. phil.
Seit 1985 war er psychologischer Sachverständiger für Familien-, Vormundschaft- und Strafgerichte und Fachpsychologe für Rechtspsychologie beim Berufsverband Deutscher Psychologinnen und Psychologen (BDP) und der Deutschen Gesellschaft für Psychologie (DGPs). Von 1986 bis 1992 war er wissenschaftlicher Mitarbeiter an der Universität Bremen und 1993 an der Westfälischen Wilhelms-Universität in Münster und 1994 wurde er an ersterer wissenschaftlicher Assistent. Von 1994 bis 2006 war er Professor für Psychologie an der Hochschule für Technik, Wirtschaft und Kultur Leipzig (HTWK). Er war Gründungsdekan und von 1997 bis 2003 Dekan des Fachbereiches Sozialwesen.
Seit 2004 ist Fabian in der Leipziger Kommunalpolitik tätig. Von 2004 bis 2006 war er Stadtrat für die SPD. Von 2006 bis 2022 war er Bürgermeister der Stadt Leipzig (in sächsischen Großstädten gibt es mehrere Bürgermeister und einen Oberbürgermeister) und Beigeordneter für Jugend, Soziales, Gesundheit und Schule.
Im Februar 2022 wurde bekannt, dass Fabian angekündigt hat, das Leipziger Rathaus zum Ende des Jahres zu verlassen. Am 1. Dezember 2022 trat Martina Münch die Nachfolge von Fabian im Sozialdezernat an.